# Differentialinterferenzkontrast

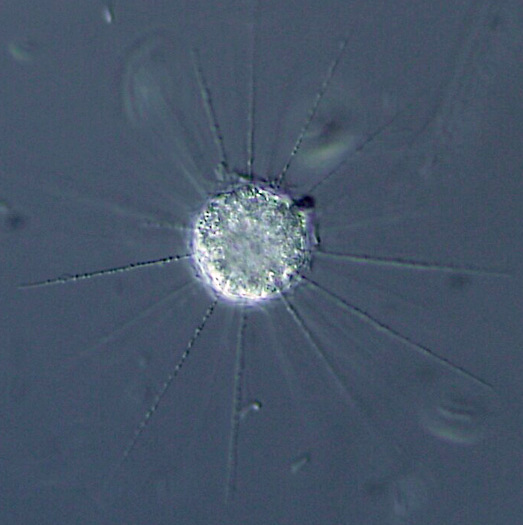
DIC-Aufnahme des Sonnentierchens Raphidiophrys contractilis

Der Differentialinterferenzkontrast (auch: differentieller Interferenzkontrast, Differential-Interferenz-Kontrast oder Nomarski-Kontrast, abgekürzt DIK oder DIC von englisch differential interference contrast) ist eine Methode der abbildenden Lichtmikroskopie, die Unterschiede in der optischen Weglänge im betrachteten Objekt in Helligkeitsunterschiede des Bildes umwandelt. Dadurch können transparente Phasenobjekte sichtbar gemacht werden. Im Auflicht  gibt der Bildkontrast die Änderungen der Oberflächenmorphologie wider. Im Durchlicht entstehen plastische Bilder des Objekts. Dabei beruht der Bildkontrast auf lokalen Variationen der optischen Weglänge des Lichts in der Probe. Das Bild entspricht also der lokalen Änderung (Gradient) des Brechungsindex der Probe (daher die Bezeichnung "differentieller" Bildkontrast).

## Geschichte
DIK wurde in den 1950er Jahren von Georges Nomarski in Paris entwickelt und vom CNRS patentiert. Die erste serienmäßige Anwendung baute die Firma Carl Zeiss in Oberkochen. In der Folgezeit haben nur die großen Mikroskophersteller das anspruchsvolle Verfahren in ihr Programm übernommen.

## Prinzip
Als Grundkonfiguration wird ein Mikroskop mit Köhler’scher Beleuchtung benötigt. Im Aufbau nach Nomarski werden zusätzlich je ein Nomarski-Prisma und je ein Polarisationsfilter vor dem Kondensor und hinter dem Objektiv eingebaut. Das Kondensorprisma sorgt für die Aufspaltung des Beleuchtungsstrahlbündels in zwei parallele, senkrecht zueinander polarisierte Strahlengänge, die einen Versatz unterhalb der Auflösungsgrenze des Mikroskopobjektivs aufweisen. Beide Strahlen werden nach dem Durchgang durch Präparat und Objektiv im dahinter befindlichen Objektivprisma wieder zusammengeführt. Die Polarisationsrichtungen werden dann durch den Analysator wieder vereinigt und können interferieren. Der Bildkontrast entsteht durch die Interferenz der beiden Teilstrahlen, die unterschiedliche optische Weglängen durchlaufen haben. Solche Weglängenunterschiede können durch eine variierende Dicke des Objekts oder durch Variationen des Brechungsindex hervorgerufen werden.
Da die Teilstrahlen senkrecht zueinander polarisiert sind, werden bei polarisierenden Proben durch Drehung des Mikroskoptisches unterschiedliche Darstellungen des Objekts möglich. Durch Einbau eines λ/4-Plättchens kann zusätzlich ein Farbkontrast erzeugt werden. 
Im Aufbau nach de Senarmont kommt ein Kompensator aus einem λ/4-Plättchen und Analysator zum Einsatz.
Zur Einstellung des Mikroskops (nach Nomarski) werden zunächst die Polarisatoren und Prismen aus dem Strahlengang entfernt und die Köhler’sche Beleuchtung eingestellt. Danach werden Polarisator und Analysator wieder eingesetzt (gekreuzt). Die Stellung von Polarisator und Analysator wird auf maximale Dunkelheit optimiert (Dunkelkreuz bei Nutzung eines Hilfsmikroskops oder einer Bertrandlinse). Danach werden beide Prismen wieder eingesetzt und gegebenenfalls zur Optimierung des Bildkontrasts verschoben.
Die Einstellung von Aperturblende und Leuchtfeldblende erfolgen entsprechend der Köhler’schen Beleuchtung.

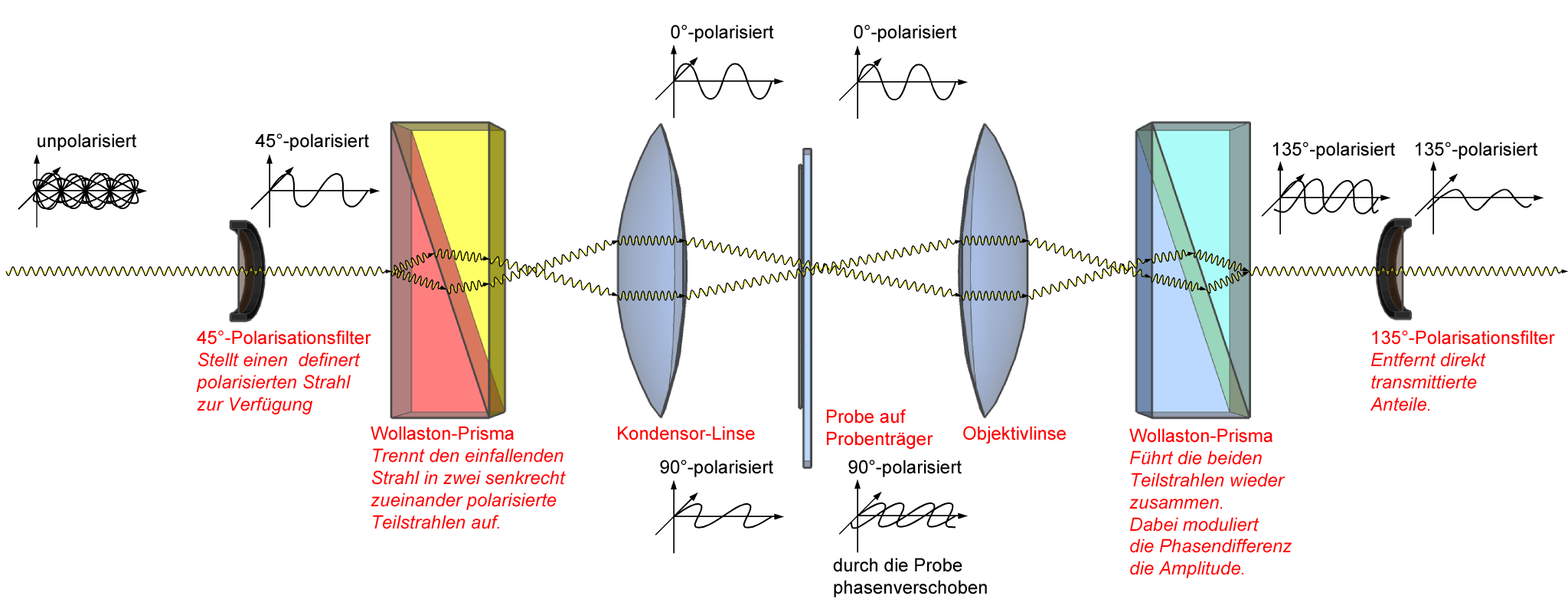
Strahlengang bei DIK-Mikroskopie. Entscheidend sind die beiden Polarisationsfilter und die beiden Wollaston- oder Nomarski-Prismen.